# Lolita (film 1962)
Lolita è un film del 1962 diretto da Stanley Kubrick, liberamente tratto dall'omonimo romanzo di Vladimir Nabokov.
Il film, che fece tantissimo scalpore, venne molto apprezzato sia dalla critica cinematografica sia dal pubblico, tanto da ottenere una candidatura agli Oscar 1963 e ben cinque ai Golden Globe.

## Trama
Il professor Humbert Humbert, recentemente divorziato, si trasferisce dall'Europa negli Stati Uniti per un incarico come insegnante in una scuola superiore. Alla ricerca di una residenza stabile, il professore incontra una donna vedova, Charlotte Haze, e sua figlia Dolores, detta "Lolita", della quale egli si innamora a prima vista, scegliendo di prendere in affitto un appartamento di proprietà della donna, proprio per poter stare vicino alla ragazzina.
A sua volta, Charlotte s'innamora di Humbert, che non ricambia il sentimento e, intanto, scrive un diario traendo spunto dalle figure delle due donne. La morbosa infatuazione per Lolita conduce Humbert a decidere di sposare Charlotte e dopo il matrimonio progettarne l'uccisione, salvo desistere poco prima di mettere in pratica il gesto. Ma la donna, scoperto il diario del marito che egli tenta invano di spacciare per un romanzo, esce sconvolta di casa e muore investita da un'auto. L'inatteso avvenimento consente finalmente a Humbert di rimanere solo con l'amata Lolita.
Durante un viaggio in auto che intraprendono insieme, Humbert rivela alla ragazza la morte della madre. I due trascorrono la notte in hotel e il professore discute con uno strano poliziotto. Successivamente si trasferiscono nell'Ohio dove Humbert ha accettato l'incarico di insegnante, mentre Lolita si iscrive nella stessa scuola dove lui insegna. Lolita vorrebbe intraprendere la strada della recitazione teatrale, ma il professore glielo impedisce.
Uno psicologo dell'istituto riferisce a Humbert la strana situazione psicologica di Lolita, dovuta ai continui divieti del "padre", così il professore accetta di farla recitare. Alla fine di uno spettacolo, Humbert scopre però che Lolita esce con dei ragazzi, così i due lasciano l'Ohio. Durante il viaggio vengono pedinati da uno strano uomo, ad un tratto Lolita ha un malore e viene portata  in ospedale. La ragazza è dimessa prima del previsto e viene prelevata da uno zio, scomparendo per anni e gettando nella disperazione Humbert.
Quattro anni dopo, Lolita scrive una lettera al professore in cui gli rivela di aver sposato un tale Dick e di essere al sesto mese di gravidanza. Ma pure di avere problemi economici e molti debiti, chiedendo dunque l'aiuto di Humbert. Il professore va a trovare la ragazza, che gli rivela un'amara veritàː il poliziotto, lo psicologo, il pedinatore e lo zio erano in realtà la stessa persona, Clare Quilty, un ambiguo e camaleontico commediografo. Gli svela anche di non essere più innamorata di lui, anzi di non esserlo mai stata davvero, così Humbert in lacrime le lascia tredicimila dollari e, malgrado Lolita lo inviti a tenersi in contatto con lei, fugge e si mette in cerca dell'uomo responsabile di avergli portato via Lolita, trovandolo e uccidendolo a colpi di revolver. Un messaggio alla fine del film informa della morte, per trombosi coronarica, del professor Humbert, avvenuta in cella nell'attesa del processo per l'omicidio di Quilty.

## Personaggi

### Humbert Humbert
È un doppio nel doppio. Il film sottolinea il suo progressivo delirio, di un desiderio furioso che, di allucinazione in allucinazione conduce la sua vittima alla malattia, all'assassinio e alla morte; questa passione divorante lo riduce alla pazzia (nella scena culminante in ospedale rischia addirittura che gli venga messa la camicia di forza). La storia di questo annichilimento, di questa disgregazione ha il proprio punto di partenza in uno sguardo: quello di Lolita. Humbert è caratterizzato per tutto il film da questo bisogno incessante di guardare. Il piacere di guardare la ninfetta, come la chiama lui. Nasce da qui lo straniamento di Humbert, la sua alienazione rispetto al contesto sociale in cui è celato.
L'uomo è costantemente imbarazzato, sembra quasi che abbia un senso di deambulazione sonnambulistica in un mondo sociale di cui non comprende le regole e soprattutto non le accetta, le allusioni, le proposte di complicità o di seduzione. Humbert rispetto alla recita sociale è costantemente fuori parte: è goffo, porta abiti troppo massicci, braccia sempre aderenti al busto, spesso ritratte quasi a difendersi come un bambino in un mondo estraneo e aggressivo.
Humbert si lascia ingannare, non distingue il vero dal falso, le minacce reali da quelle suggerite dalla propria paranoia. Egli esprime la sua crisi in una progressiva deprivazione: alienato rispetto al mondo circostante, l'uomo si riduce a marionetta passionale cieca, priva di volontà e iniziativa. È figura di scrittore fallito, come se Kubrick non avesse nessuna fiducia nella parola scritta, ma solo nelle immagini. Questa sua duplicità anche nel nome lo porta ad una duplicità perfino con il suo antagonista: entrambi sono scrittori ed entrambi amano Lolita. Humbert è un perbenista e nasconde, spesso goffamente, le intenzioni dell'uomo mosse dal desiderio sessuale.

### Clare Quilty
Ad aggravare la situazione precaria di Humbert, ci sono le rappresentazioni messe in scena da Quilty ai danni di questo. Clare è un vero e proprio genio dalle mille maschere; gli appare travestito da poliziotto, da psichiatra scolastico, da giornalista al telefono, da uomo senza volto che pedina “padre” e figlia, da falso zio che fa evadere Lolita dall'ospedale. E qui aggiunge un'altra beffa: la recita messa in scena da Lolita a scuola in cui fa la parte di una ninfetta corteggiata da un vecchio satiro che viene relegato nel Regno del Buio.
Quilty tesse una trama di inganni beffardi che Humbert, accecato dalla passione, non riesce a capire. Quilty potrebbe non essere altro che la proiezione delle colpe di Humbert. Forse i due rappresentano proprio i due volti, opposti e complementari, di una medesima crisi d'identità. Clare si trova in un gioco pirotecnico di moltiplicazione delle identità, tutte ugualmente precarie, labili, di superficie; rappresenta l'aspetto ilare, isterico di quella stessa crisi della personalità e dell'identità che in Humbert appare nel suo aspetto più ripiegato e ombroso.
I travestimenti di Quilty danno vita a scene farsesche e le sue apparizioni hanno tagli di luce espressionistici. Il caos regna nella villa di Quilty, che è il reale protagonista di questa commistione di alto e basso culturale. La sua abitazione rappresenta una sorta di dietro le quinte, quasi un set cinematografico in disuso, un grande e caotico magazzino della memoria culturale e artistica del nostro tempo e, al tempo stesso, una sorta di Aleph dell'immaginario kubrickiano, luogo di coesistenza di moltissimi elementi del mondo narrativo del regista. Qui si possono trovare quadri del settecento e toghe dell'antica Roma, riferimenti al nazismo e guantoni da boxe, musica per arpa e pianoforte, sculture, ping pong e pistole. È una logica dell'accostamento casuale e bizzarro che provoca lo spaesamento dello spettatore. Il tutto è di un gusto decisamente kitsch.

### Charlotte
È un personaggio in bilico tra realismo e caricatura. La sequenza della sua morte sembra un film dell'orrore, con la tragedia degli elementi atmosferici e l'improvviso aprirsi della porta di casa, come spinta da un fantasma. La scelta dei quadri di casa Haze accostano riproduzioni di opere famose con stampe popolari di infimo livello.

## Produzione

### Sceneggiatura
Nel luglio 1959 Kubrick e James B. Harris contattano una prima volta Vladimir Nabokov, in quel periodo in vacanza in Arizona con la moglie, proponendogli la sceneggiatura di un film, tratto dal suo romanzo Lolita, di cui i due avevano da poco acquisito i diritti cinematografici. Con i suoi riferimenti alle ossessioni sessuali della provincia americana, il romanzo aveva ricevuto in America un'accoglienza controversa. Quattro editori americani si erano rifiutati di pubblicarlo, prima che l'autore trovasse disponibilità, nel 1955, dall'Olympia Press di Parigi, una casa specializzata in pubblicazioni di carattere erotico. In tali circostanze, anche il timore di dover mutilare pesantemente il suo capolavoro (in questa prima fase al fine di rendere più digeribile il materiale trattato si era accennato alla possibilità di un matrimonio tra Humbert e Lolita in uno stato – Tennessee o Kentucky – in cui una tale unione fosse consentita) influì sulla rinuncia di Nabokov, comunicata qualche giorno dopo dal lago Tahoe.
Lo scrittore russo era un grande appassionato di cinema e negli anni venti aveva scritto alcune sceneggiature in Germania. Anche nel romanzo in più di una circostanza, si faceva riferimento al mezzo cinematografico, come quando, Humbert nel suo monologo in forma di diario, rimpiange di non aver avuto a disposizione una cinepresa per poter fissare per sempre sulla celluloide le movenze di Lolita mentre giocava a tennis, o il suo sorriso “a metà tra il malizioso e l'innocente“. Tornato in Europa, quindi, ebbe probabilmente a rimuginare sull'occasione persa, se è vero che quando Kubrick ed Harris, dopo un insoddisfacente tentativo di affidare la sceneggiatura a Calder Willingham, tornarono alla carica, nel gennaio 1960, egli accettò immediatamente. Avrebbe ricevuto 40.000 dollari e le spese di soggiorno negli Usa per sei mesi, più altri 35.000 dollari se, al termine, fosse risultato unico sceneggiatore.
Il suo lavoro durò sei mesi, dal marzo al settembre 1960. Lavorava alla sceneggiatura nelle prime ore del pomeriggio, sulla base delle riflessioni del mattino, durante le regolari battute di caccia alle farfalle, suo grande hobby, insieme agli scacchi, altra passione che lo accomunava a Kubrick. La prima stesura, presentata al regista in giugno, consisteva in un malloppo di più di 400 pagine, che, a detta del regista, gli avrebbero richiesto un film di sette ore. Nei mesi successivi, quindi, Nabokov, si adoperò a ridurre le dimensioni della sceneggiatura sulla base delle richieste ricevute.
Oltre a questo determinante intervento, successivamente Kubrick manipolò “ampiamente e liberamente“ il manoscritto. Un ruolo importante in ciò ebbero anche le improvvisazioni di Peter Sellers, a cui, sul set, il regista lasciava grande libertà interpretativa. Nabokov, che pure, nei riconoscimenti, risultò sceneggiatore unico, ebbe a dire che nel film non era stato utilizzato più del venti per cento del suo lavoro. Nel 1974 nella prefazione alla pubblicazione della stesura definitiva della sua sceneggiatura, pur riconoscendo che "solo scampoli sparsi" di essa erano stati utilizzati, ammette che le innovazioni introdotte dal regista erano "pertinenti e deliziose" e che scene “come l'uccisione di Quilty o la morte di Charlotte Haze erano dei capolavori".

### Cast

#### Sue Lyon
Nabokov partecipò anche alla scelta degli interpreti. Il 25 settembre 1960 notò immediatamente la foto di Sue Lyon tra le molte che gli erano state sottoposte dal regista per il ruolo della “ninfetta perfetta”. A dispetto degli aspetti scabrosi dell'argomento, le candidature per il ruolo non erano certo mancate, con sponsorizzazioni di madri e sorelle, da ogni parte degli USA. Il problema era trovare un'adolescente in grado di interpretare, in pochi mesi di lavorazione, un personaggio la cui vicenda comprendeva un arco di quasi 5 anni, dai 12 ai 17.
La quattordicenne Lyon, Miss Sorriso della contea di Los Angeles, con alle spalle un paio di apparizioni in show della televisione, impressionò immediatamente Kubrick : “...Tutto ciò che faceva, cose banali come maneggiare oggetti o attraversare una stanza, o solo parlare, era fatto con modi estremamente affascinanti.” La scelta definitiva avvenne dopo averle fatta provare con James Mason la scena in cui il patrigno la interroga sulle sue frequentazioni, mentre le smalta le unghie dei piedi.
Come James Mason ricorda nella sua autobiografia, Kubrick influenzò in modo determinante l'ottima “performance” della Lyon. Essendosi accorto che la ragazza, avendo imparato la sceneggiatura a memoria, tendeva ad accelerare i tempi della recitazione, invitò gli attori, nel corso delle prove, a dimenticare il copione e ad esprimersi nel modo per loro più naturale. Il risultato di questo lavoro veniva poi trasferito sul set, dove però al solo Sellers era consentito improvvisare.

#### James Mason
La scelta per il protagonista maschile era subito caduta su James Mason che, tra l'altro, aveva letto il romanzo di Nabokov e ne era un estimatore. Un accordo con lui avrebbe, inoltre, rappresentato un vantaggio nella ricerca di finanziamenti. In un primo momento tuttavia, l'attore aveva dovuto rinunciare, perché impegnato in un'altra produzione, un musical tratto dall'Anatol di Arthur Schnitzler. Esito negativo, cui non fu estranea la natura del soggetto, ebbero i tentativi con Laurence Olivier, David Niven, forse Marlon Brando.
Poi Mason si liberò. La sua scrittura offrì un ulteriore vantaggio: la sua nazionalità inglese contribuiva a mantenere la produzione entro i parametri fissati dall'Eady Plan, un programma di agevolazioni, inteso ad incentivare l'industria cinematografica nel Regno Unito.

#### Shelley Winters
Nabokov ebbe un ruolo anche nella scelta di Shelley Winters per il ruolo di Charlotte Haze. I due si incontrarono a New York nell'ottobre 1960 e lo scrittore ne ricavò una buona impressione. Come ebbe a dire a Kubrick, era l'ideale per sottrarre il personaggio allo stereotipo della petulante signora di mezza età. L'attrice, tuttavia, procurò più di un grattacapo all'organizzazione: i suoi ripetuti ritardi nel presentarsi sul set, per fare shopping in giro per Londra in compagnia di Elizabeth Taylor, all'epoca impegnata in Cleopatra, non mancarono di indispettire troupe ed attori, in particolare Mason, tanto che si dovette ricorrere ad un mezzo con autista per prelevarla.
In alcune occasioni la Winters si rivelò, poi, incapace o indisponibile a recepire le direttive del regista. In una scena nella quale, seduta sul letto, avrebbe dovuto presentare la schiena completamente nuda a Mason, per poi stringersi a lui sotto le coperte, sorprendentemente per una donna che in giro menava vanto della sua spregiudicatezza, risultò talmente impacciata dall'imbarazzo, da costringere Kubrick a modificare la scena. In generale, come rivela nelle sue memorie, non riuscì mai a stabilire un'intesa artistica con Mason e in particolare con Sellers. Kubrick, col quale si lamentava di ciò, le dava sempre ragione, ma poi tutto continuava come prima. Ciò, secondo la Winters, contribuì a quel senso di frustrazione che si sarebbe trasmesso così efficacemente al personaggio da lei interpretato.

#### Peter Sellers
Maniacale perfezionista, Sellers, nei primi incontri avuti col regista, espresse il timore di essere inadeguato al ruolo di Clare Quilty, l'iperattivo commediografo americano, avversario di Humbert, le cui apparizioni nel progetto iniziale non avrebbero dovuto superare i cinque minuti. Per l'accento americano i due decisero di ispirarsi a Norman Granz, produttore di musica jazz nell'area di Los Angeles e fondatore della Verve Records, che inviò alcune registrazioni della propria voce, alle prese con parti della sceneggiatura, per permettere a Sellers di impadronirsene.
Kubrick riteneva che le improvvise variazioni dovute all'abilità di improvvisazione comica dell'attore conferissero al film quel tono di “incubo buffo” che meglio si attagliava alla natura del racconto. Gli lasciava così, come racconta il direttore della fotografia Oswald Morris, ampia libertà nel divagare dal soggetto, e soprattutto al primo ciak, metteva due o tre macchine a disposizione delle sue creazioni comiche. Non prevista per nulla dal copione, ad esempio, la partita di ping pong, che nella prima scena precede l'uccisione di Quilty: fu completamente inventata da Sellers.

### Pre-produzione
Il 19 ottobre 1960, in piena pre-produzione di Lolita, ha luogo, al Pantages Theater di Hollywood la prima di Spartacus. Da questa difficile esperienza Kubrick aveva ricavato un fondamentale precetto, cui, da allora, si sarebbe sempre attenuto: non rinunciare mai al completo controllo sulla produzione. Fu così che lasciò cadere una proposta di un milione di dollari per assumere la direzione del film, proveniente dalla Warner Bros. La proposta, oltre a un intervento della major sulle scelte produttive (musica, fotografia, montaggio), prevedeva che in caso di insanabili disaccordi, la Warner avrebbe assunto il controllo della produzione. Data la natura del contenuto del film e la prospettiva di una lunga faticosa trattativa con la MPAA, la prospettiva era tutt'altro che remota.
Nel maggio 1961, Kubrick, tramite i buoni uffici di James B. Harris riuscì ad ottenere un finanziamento di un milione dalla Associated Artists, nell'ambito di un accordo al 50%. Al ridimensionamento del budget del film si fece fronte ricorrendo alle agevolazioni previste dall'Eady Plan per attirare produzioni straniere e che permettevano la deduzione delle spese per i film che avessero impiegato l'80 per cento di manodopera locale.

### Riprese
Il film fu girato completamente in Inghilterra, soprattutto presso gli studi di Elstree, nei paraggi di Londra. Vicino, fu anche rintracciata la dimora nobiliare utilizzata come abitazione di Clare Quilty, dove ha luogo il drammatico epilogo (o inizio) del film. Una seconda unità di operatori, che pure nei credit non appare, era diretta da Bob Gaffney con la partecipazione attiva dello stesso regista e registrava negli USA (in particolare a Rhode Island e Albany) i paesaggi che avrebbero fatto da sfondo alle scene del lungo viaggio di Humbert e Lolita, girate nel contempo negli studi inglesi a bordo di un'auto ferma.

## Colonna sonora
Musiche di Nelson Riddle eccetto dove indicato.
1. Main Title (Love Theme From Lolita) (musica: Bob Harris)
2. Quilty (Quilty's Theme)
3. Quilty as Charged
4. Ramsdale (Arrival In Town)
5. Cherry Pies
6. Lolita Ya Ya
7. Hula Hoop
8. There's No You
9. Quilty's Caper (School Dance)
10. A Lovely, Lyrical, Lilting Name
11. Put Your Dreams Away (For Another Day)
12. Shelley Winters Cha Cha
13. Music to Eat By (Mother And Humbert At Dinner)
14. Love Theme From Lolita (musica: Bob Harris)
15. Diary Entry
16. The Last Martini (Discovery Of Diary)
17. Charlotte Is Dead (Thoughts Of Lolita)
18. Instant Music (Two Beat Society)
19. Don't Smudge Your Toenails
20. The Strange Call
21. Mrs. Schiller
22. Twenty-Five Paces
23. End Title (Love Theme From Lolita) (musica: Bob Harris)

## Controversie

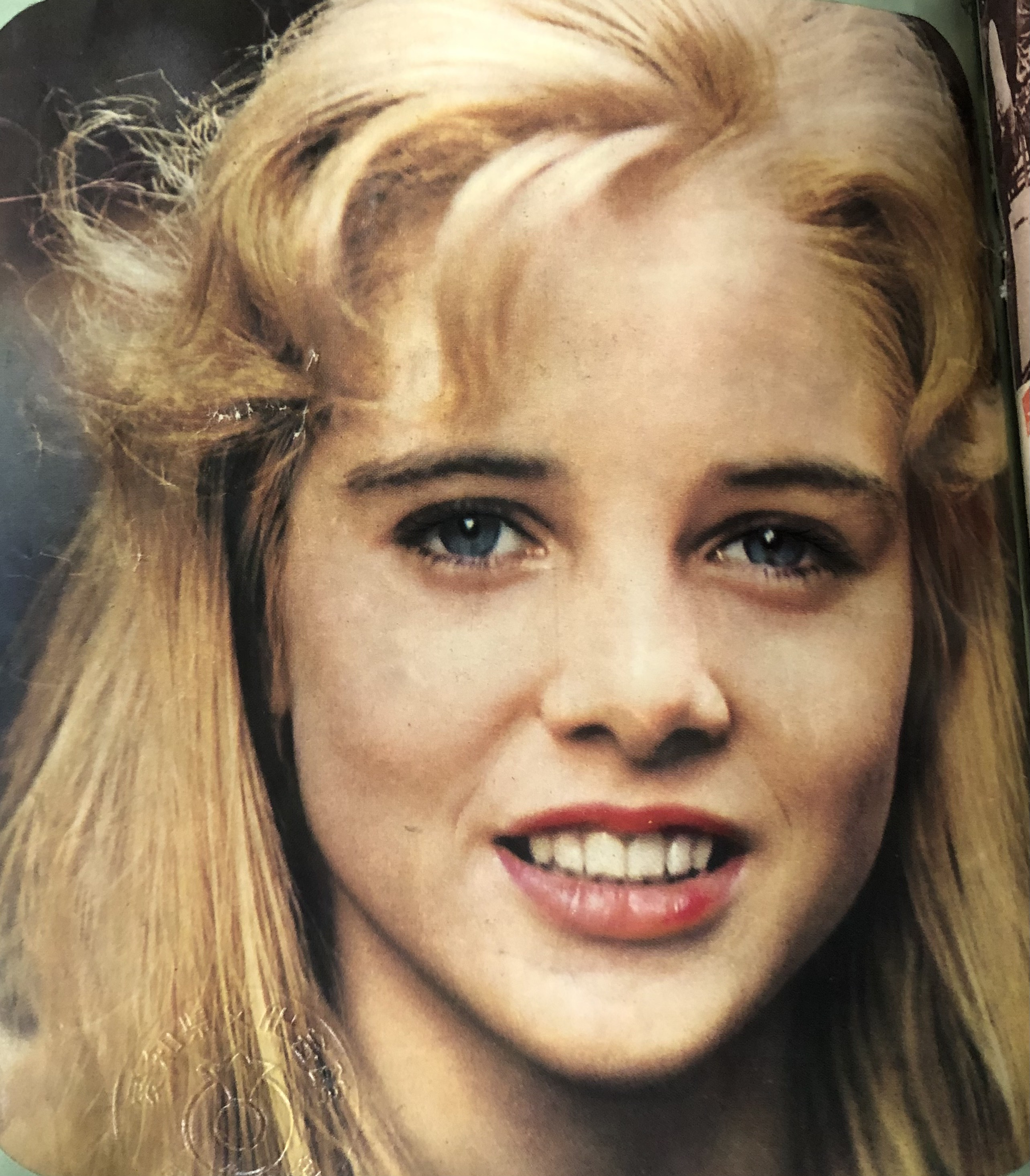
Sue Lyon in una foto a colori per la promozione del film

Il film suscitò numerose opinioni controverse fin dalla sua uscita. Giornali come The New Yorker e The New York Times fecero delle critiche piuttosto positive, mentre altri giornali come Harrison's Reports ne fecero una critica negativa.
Dopo l'uscita del film Nabokov lamentò che, benché lui risultasse ufficialmente lo sceneggiatore del film, in realtà Kubrick utilizzò solo il venti per cento della sua sceneggiatura. Nel 1975, durante la trasmissione Apostrophes, il celebre critico letterario francese Bernard Pivot intervistò Nabokov, il quale precisò: «Lolita non è una ragazzina perversa, è una povera bambina, che viene corrotta e i cui sensi non si risvegliano mai sotto le carezze del lurido signor Humbert». Durante l'intervista affermò che il personaggio di Lolita fu stravolto, diventando una ragazza matura e prosperosa, lontano dalla bimba di 12 anni vittima di Humbert.
In seguito lo sguardo sull'opera di Kubrick è divenuto ancora più critico perché gli s'imputa una visione erotizzata di Lolita che ha profondamente deformato il messaggio originale del romanzo.

## Riconoscimenti
- 1963 - Premio Oscar
  - Candidatura Miglior sceneggiatura non originale
- 1963 - Golden Globe
  - Miglior promessa femminile a Sue Lyon
  - Candidatura Miglior regista a Stanley Kubrick
  - Candidatura Miglior attore in un film drammatico a James Mason
  - Candidatura Miglior attrice in un film drammatico a Shelley Winters
  - Candidatura Miglior attore non protagonista a Peter Sellers
- 1963 - Premio BAFTA
  - Candidatura Miglior attore protagonista a James Mason
- 1963 - Festival di Venezia
  - Candidatura Leone d'oro al miglior film

## Distribuzione
Sin dal momento dell'acquisto dei diritti sul libro, il principale problema che si pose a Kubrick e James Harris fu come ottenere il sigillo di approvazione della MPAA per un soggetto che trattava esplicitamente di pedofilia, un argomento tabù per il Codice Hays. Senza quel numero era difficile distribuire il film per sale e TV e, senza una concreta possibilità di ottenerlo, impensabile trovare dei finanziatori. Prima ancora che la sceneggiatura fosse completata fu così stabilito un contatto permanente tra i due, cui successivamente si sarebbe aggiunto Eliot Hyman per la American Artists e Geoffrey Shurlock, presidente della MPAA.
Una mossa determinante fu quella di scegliere la teenager Sue Lyon per il ruolo della dodicenne “ninfetta” Lolita. Kubrick, a chi lo accusava di opportunismo, rispose di aver agito nel modo più logico e di temere che, per Lolita, molti coltivassero un'immagine mentale di una bambina di nove anni. Un significativo contributo venne anche dall'accresciuto peso relativo attribuito, rispetto al romanzo, alla figura di Quilty e ai suoi intrighi. Toni da commedia nera, non più rivisitati da quando “negli eroici quaranta, Preston Sturges ne aveva rinverdito i fasti, con Il miracolo del villaggio”, si incuneavano di frequente sul tema dell'ossessione erotica, alleggerendone il peso. “Non riuscivo a dare peso eccessivo all'aspetto erotico della relazione di Humbert”, ammise lo stesso Kubrick.
Sulla base della sceneggiatura, durante il periodo delle riprese (88 giorni, dal febbraio al maggio 1961), la comunicazione con Shurlock si mantenne costante. L'uomo della MPAA indicava dialoghi o scene per cui sarebbe stato utile girare ciak alternativi. In particolare, tra le altre, veniva richiesto di anticipare di alcuni secondi la dissolvenza della scena in cui, dopo avergli chiesto all'orecchio “Non hai mai fatto questo gioco da ragazzo?”, Lolita si piegava su Humbert, in atteggiamento abbastanza esplicito. Il marchio di approvazione n° 2000 fu infine assegnato il 25 maggio 1961, per essere ufficializzato il 31 agosto, al termine delle operazioni di montaggio.
Nel frattempo per porre fine ad una situazione di stallo creatasi intorno a questioni distributive tra Kubrick e l'AAP, che nel frattempo aveva mutato la propria denominazione in Seven Arts, le parti avevano deciso di risolvere la società. Poiché il valore della liquidazione che sarebbe stata riconosciuta al regista e ad Harris dipendeva anche dall'approvazione del film da parte della Chiesa cattolica, i due si rivolsero a monsignor Thomas Little, della American Legion of Decency, che aveva già espresso parere negativo sul film. Una tale condanna, pubblicata sui periodici parrocchiali, comportava la condizione di peccato per chi avesse visto il film. A seguito di tali colloqui furono apportati altri tagli. In particolare, fu modificata la scena in cui Humbert, nell'accingersi a fare l'amore con  Charlotte, da poco sposata, guardava ripetutamente, con desiderio, la foto della figliastra, alle spalle della moglie. Nella versione definitiva ciò accade una sola volta. Alla fine, il film ottenne l'approvazione cattolica a condizione che sul materiale pubblicitario del film fosse ben evidenziato il divieto per i minori di 18 anni.
Un'analoga restrizione fu posta in Gran Bretagna, dove il British Board of Film Censors assegnò al film un “X certificate”, equivalente alla limitazione della visione ad un pubblico adulto (di età superiore ai 16 anni). Fu così che Sue Lyon, all'epoca sedicenne, dovette andare in Inghilterra – per poter vedere il film da lei interpretato. Ottenuto il marchio di approvazione, il film fu distribuito dalla MGM. Esordì a New York il 13 giugno 1962. Costato attorno ai due milioni di dollari, ne incassò circa 4,5 milioni lordi.